# Independent Spirit Awards 1999
La cerimonia di premiazione della 14ª edizione degli Independent Spirit Awards si è svolta il 20 marzo 1999 sulla spiaggia di Santa Monica, California ed è stata presentata da Queen Latifah. Robert Duvall e Alfre Woodard sono stati i presidenti onorari. John Waters ha pronunciato il keynote address.

## Vincitori e candidati
I vincitori sono indicati in grassetto, a seguire gli altri candidati.

### Miglior film
- Demoni e dei (Gods and Monsters), regia di Bill Condon
- Affliction, regia di Paul Schrader
- Claire Dolan, regia di Lodge Kerrigan
- La figlia di un soldato non piange mai (A Soldier's Daughter Never Cries), regia di James Ivory
- Velvet Goldmine, regia di Todd Haynes

### Miglior attore protagonista
- Ian McKellen - Demoni e dei (Gods and Monsters)
- Nick Nolte - Affliction
- Courtney B. Vance - Blind Faith
- Dylan Baker - Happiness - Felicità (Happiness)
- Sean Penn - Bugie, baci, bambole & bastardi (Hurlyburly)

### Miglior attrice protagonista
- Ally Sheedy - High Art
- Katrin Cartlidge - Claire Dolan
- Alfre Woodard - Down in the Delta
- Robin Tunney - Niagara, Niagara
- Christina Ricci - The Opposite of Sex - L'esatto contrario del sesso (The Opposite of Sex)

### Miglior regista
- Wes Anderson - Rushmore
- Paul Schrader - Affliction
- Lodge Kerrigan - Claire Dolan
- Todd Solondz - Happiness - Felicità (Happiness)
- Todd Haynes - Velvet Goldmine

### Miglior fotografia
- Maryse Alberti - Velvet Goldmine
- Paul Sarossy - Affliction
- Malik Hassan Sayeed - Belly
- Tami Reiker - High Art
- Matthew Libatique - π - Il teorema del delirio (π)

### Miglior sceneggiatura
- Don Roos - The Opposite of Sex - L'esatto contrario del sesso (The Opposite of Sex)
- Paul Schrader - Affliction
- Frank Military - Blind Faith
- Bill Condon - Demoni e dei (Gods and Monsters)
- David Mamet - Il prigioniero (The Spanish Prisoner)

### Miglior attore non protagonista
- Bill Murray - Rushmore
- James Coburn - Affliction
- Charles S. Dutton - Blind Faith
- Philip Seymour Hoffman - Happiness - Felicità (Happiness)
- Gary Farmer - Smoke Signals

### Miglior attrice non protagonista
- Lynn Redgrave - Demoni e dei (Gods and Monsters)
- Stockard Channing - The Baby Dance
- Patricia Clarkson - High Art
- Lisa Kudrow - The Opposite of Sex - L'esatto contrario del sesso (The Opposite of Sex)
- Joely Richardson - Under Heaven

### Miglior film d'esordio
- The Opposite of Sex - L'esatto contrario del sesso (The Opposite of Sex), regia di Don Roos
- Buffalo '66, regia di Vincent Gallo
- High Art, regia di Lisa Cholodenko
- π - Il teorema del delirio (π), regia di Darren Aronofsky
- L'altra faccia di Beverly Hills (Slums of Beverly Hills), regia di Tamara Jenkins

### Miglior sceneggiatura d'esordio
- Darren Aronofsky - π - Il teorema del delirio (π)
- Lisa Cholodenko - High Art
- Matthew Weiss - Niagara, Niagara
- Tamara Jenkins - L'altra faccia di Beverly Hills (Slums of Beverly Hills)
- Sherman Alexie - Smoke Signals

### Miglior performance di debutto
- Evan Adams - Smoke Signals
- Andrea Hart - Miss Monday
- Sonja Sohn - Slam
- Saul Williams - Slam
- Anthony Roth Costanzo - La figlia di un soldato non piange mai (A Soldier's Daughter Never Cries)

### Miglior film straniero
- Festen - Festa in famiglia (Festen), regia di Thomas Vinterberg
- Central do Brasil, regia di Walter Salles
- The General, regia di John Boorman
- Hana-bi - Fiori di fuoco (Hana-bi), regia di Takeshi Kitano
- L'anguilla (Unagi), regia di Shōhei Imamura

### Truer Than Fiction Award
- Barbara Sonneborn - Regret to Inform
- Tim Kirkman - Dear Jesse
- Kyra Thompson - Dying to Tell the Story
- Julia Loktev - Moment of Impact
- Vicky Funari - Paulina

### Producers Award
- Susan A. Stover
- Margot Bridger
- Gill Holland
- Andrea Sperling

### Someone to Watch Award
- David D. Williams - Thirteen
- Lynn Hershman-Leeson - Conceiving Ada
- Tony Barbieri - One
- Eric Tretbar - Snow